# Wes Unseld
Westley Sissel Unseld Sr., dit Wes Unseld, né le 14 mars 1946 à Louisville dans le Kentucky et mort le 2 juin 2020, est un joueur et entraîneur américain de basket-ball au sein de la National Basketball Association (NBA). Il a joué l'entièreté de sa carrière au sein de la franchise des Bullets de Baltimore/Washington.
Unseld joue au basket-ball universitaire pour les Cardinals de Louisville et est sélectionné en seconde position par les Bullets de Baltimore lors de la draft 1968 de la NBA. Avec Wilt Chamberlain, il est l'un des deux seuls joueurs à avoir remporté le titre de MVP de la saison régulière dès sa saison rookie. Unseld remporte un titre NBA avec les Bullets en 1978. Après avoir pris sa retraite en 1981, il travaille avec les Bullets/Wizards comme vice-président, entraîneur principal et manager général.
Unseld est intronisé au Hall of Fame en 1988 et au National Collegiate Basketball Hall of Fame en 2006.

## Biographie

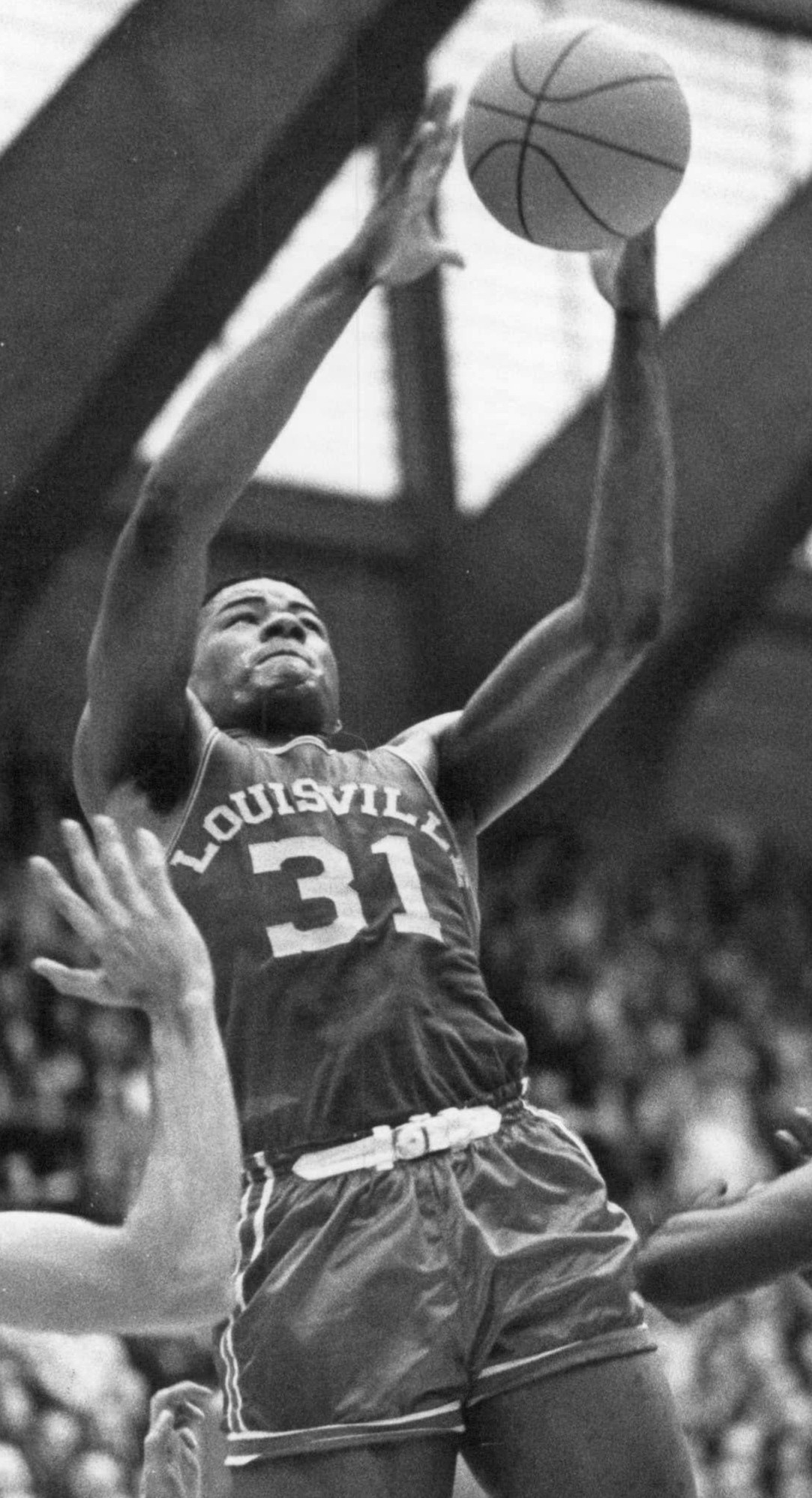
Wes Unseld en 1967.

Issu de l'Université de Louisville, Unseld joue au poste de pivot pour l’équipe de première année et obtient des moyennes de 35,8 points et 23,6 rebonds sur 14 matchs. Lors de ses trois autres années universitaires, il inscrit 1 686 points (20,6 points en moyenne) et capte 1 551 rebonds (18,9 en moyenne) en 82 matchs. Il est le leader en termes de rebonds captés au sein de la Missouri Valley Conference sur ces trois années.
Wes Unseld est sélectionné en deuxième position de la draft 1968 par les Bullets de Baltimore. Il devient le second joueur de l'histoire de la NBA à réussir la performance de gagner le titre de Rookie de l'année (débutant de l'année) et de MVP (meilleur joueur de la saison régulière) la même année, avec 13 points et 18 rebonds de moyenne par match. Seul Wilt Chamberlain l'avait réussi auparavant. Son apport dans l'équipe est déterminant, les Bullets gagnent 21 matchs de plus que la saison précédente.
Réputé pour ses qualités au rebond, Unseld compense sa petite taille (2,01 m) pour son poste de pivot par une force et une détermination à toute épreuve. Il emmène les Bullets à quatre finales NBA, et remporte le titre en 1978 face aux SuperSonics de Seattle. Mais sa contribution allait au-delà les lignes statistiques : il faisait des écrans pour ses coéquipiers, savait lancer les contre-attaques grâce à ses passes rapides, et empêchait les pivots adverses de prendre position dans la raquette. Sans être très rapide, il était très agile pour ses 110 kg.
Employé par les Bullets comme vice-président après sa retraite en 1982, Wes Unseld se retrouve entraîneur de l'équipe durant la saison NBA 1987-1988. Sa première saison est satisfaisante, il redresse l'équipe alors à 8 victoires pour 19 défaites en terminant la saison avec 30 victoires sur 55 matchs. Malheureusement, les années suivantes sont décevantes, après une saison à 40 victoires pour 42 défaites, son équipe tourne autour de 25 victoires par an. Il arrête en 1994 avec un bilan de 202 victoires pour 345 défaites.
Wes Unseld est nommé au Hall Of Fame en 1988. Son équipe de Washington a retiré son numéro, le 41. Il fait également partie de la liste des 50 meilleurs joueurs de la NBA établie en 1996.
Le 2 juin 2020, la famille de Wes Unseld annonce sa mort des suites d'importants problèmes de santé, il souffrait notamment d'une pneumonie.

## Palmarès
- Champion NBA en 1978.
- Finales NBA contre les Bucks de Milwaukee en 1971 avec les Bullets de Baltimore, contre les Warriors de Golden State en 1975 avec les Bullets de Washington et contre les SuperSonics de Seattle en 1979 avec les Bullets de Washington.
- NBA Finals Most Valuable Player Award en 1978.
- NBA Most Valuable Player Award en 1969.
- NBA Rookie of the Year en 1969.
- All-NBA First Team en 1969.
- NBA All-Rookie First Team en 1969.
- Meilleur rebondeur NBA en 1975 avec 14,8 rebonds par match.
- Joueur le plus adroit aux tirs en 1976 avec 56,1 %.
- 5 sélections au NBA All-Star Game en 1969, 1971, 1972, 1973 et 1975.
- Sélectionné parmi les Meilleurs joueurs du cinquantenaire de la NBA en 1996.
- Élu au Naismith Memorial Hall Of Fame en 1988.
- Son maillot, le no 41 a été retiré par les Bullets de Washington.

## Statistiques
| Champion NBA | MVP de la saison | MVP des finales NBA | Recrue/rookie de la saison | Meilleur joueur de cette catégorie statistique de la saison |

gras = ses meilleures performances

### Joueur

#### Saison régulière
| Saison        | Équipe        | Matchs | Titul. | Min./m | % Tir | % 3pts | % LF | Rbds/m. | Pass/m. | Int/m. | Ctr/m. | Pts/m. |
| ------------- | ------------- | ------ | ------ | ------ | ----- | ------ | ---- | ------- | ------- | ------ | ------ | ------ |
| 1968-1969     | Baltimore     | 82     | —      | 36.2   | .476  | —      | .605 | 18.2    | 2.6     | —      | —      | 13.8   |
| 1969-1970     | Baltimore     | 82     | —      | 39.4   | .518  | —      | .638 | 16.7    | 3.5     | —      | —      | 16.2   |
| 1970-1971     | Baltimore     | 74     | —      | 39.2   | .501  | —      | .657 | 16.9    | 4.0     | —      | —      | 14.1   |
| 1971-1972     | Baltimore     | 76     | —      | 41.7   | .498  | —      | .629 | 17.6    | 3.7     | —      | —      | 13.0   |
| 1972-1973     | Baltimore     | 79     | —      | 39.1   | .493  | —      | .703 | 15.9    | 4.4     | —      | —      | 12.5   |
| 1973-1974     | Capitale      | 56     | —      | 30.8   | .438  | —      | .655 | 9.2     | 2.8     | 1.0    | .3     | 5.9    |
| 1974-1975     | Washington    | 73     | —      | 39.8   | .502  | —      | .685 | 14.8    | 4.1     | 1.6    | .9     | 9.2    |
| 1975-1976     | Washington    | 78     | 75     | 37.5   | .561  | —      | .585 | 13.3    | 5.2     | 1.1    | .8     | 9.6    |
| 1976-1977     | Washington    | 82     | 82     | 34.9   | .490  | —      | .602 | 10.7    | 4.4     | 1.1    | .5     | 7.8    |
| 1977-1978     | Washington    | 80     | 80     | 33.1   | .523  | —      | .538 | 11.9    | 4.1     | 1.2    | .6     | 7.6    |
| 1978-1979     | Washington    | 77     | 76     | 31.2   | .577  | —      | .643 | 10.8    | 4.1     | .9     | .5     | 10.9   |
| 1979-1980     | Washington    | 82     | 82     | 36.3   | .513  | .500   | .665 | 13.3    | 4.5     | .8     | .7     | 9.7    |
| 1980-1981     | Washington    | 63     | 62     | 32.3   | .524  | .500   | .640 | 10.7    | 2.7     | .8     | .6     | 8.0    |
| Carrière      | Carrière      | 984    | —      | 36.4   | .509  | .500   | .633 | 14.0    | 3.9     | 1.1    | .6     | 10.8   |
| All-Star Game | All-Star Game | 5      | 0      | 15.4   | .500  | —      | .600 | 7.2     | 1.2     | .4     | .0     | 6.2    |

#### Playoffs
| Saison   | Équipe     | Matchs | Titul. | Min./m | % Tir | % 3pts | % LF | Rbds/m. | Pass/m. | Int/m. | Ctr/m. | Pts/m. |
| -------- | ---------- | ------ | ------ | ------ | ----- | ------ | ---- | ------- | ------- | ------ | ------ | ------ |
| 1969     | Baltimore  | 4      | —      | 41.3   | .526  | —      | .789 | 18.5    | 1.3     | —      | —      | 18.8   |
| 1970     | Baltimore  | 7      | —      | 41.3   | .414  | —      | .789 | 23.6    | 3.4     | —      | —      | 10.4   |
| 1971     | Baltimore  | 18     | 18     | 42.2   | .462  | —      | .568 | 18.8    | 3.8     | —      | —      | 13.2   |
| 1972     | Baltimore  | 6      | 6      | 44.3   | .492  | —      | .526 | 12.5    | 4.2     | —      | —      | 12.3   |
| 1973     | Baltimore  | 5      | 5      | 40.2   | .417  | —      | .474 | 15.2    | 3.4     | —      | —      | 9.8    |
| 1974     | Capitale   | 7      | 7      | 42.4   | .492  | —      | .600 | 12.1    | 3.9     | .6     | .1     | 10.1   |
| 1975     | Washington | 17     | 17     | 43.2   | .546  | —      | .656 | 16.2    | 3.8     | .9     | 1.2    | 10.7   |
| 1976     | Washington | 7      | 7      | 44.3   | .462  | —      | .542 | 12.1    | 4.0     | .9     | .6     | 7.0    |
| 1977     | Washington | 9      | 9      | 40.9   | .556  | —      | .583 | 11.7    | 4.9     | .9     | .7     | 7.4    |
| 1978     | Washington | 18     | 17     | 37.6   | .530  | —      | .587 | 12.0    | 4.4     | .9     | .4     | 9.4    |
| 1979     | Washington | 19     | 19     | 38.7   | .494  | —      | .609 | 13.3    | 3.4     | .9     | .7     | 10.3   |
| 1980     | Washington | 2      | 2      | 43.5   | .500  | .000   | .667 | 14.0    | 3.5     | .0     | 1.5    | 9.0    |
| Carrière | Carrière   | 119    | 107    | 41.1   | .493  | .000   | .608 | 14.9    | 3.8     | .8     | .7     | 10.6   |

### Entraîneur
| Participation en playoffs |

| Équipe     | Année     | Saison régulière | Saison régulière | Saison régulière | Saison régulière          | Playoffs  | Playoffs | Playoffs | Playoffs                                              |
| Équipe     | Année     | Victoires        | Défaites         | %                | Classement                | Victoires | Défaites | %        | Résultat                                              |
| ---------- | --------- | ---------------- | ---------------- | ---------------- | ------------------------- | --------- | -------- | -------- | ----------------------------------------------------- |
| Washington | 1987-1988 | 30               | 25               | 54,5             | 2e en division Atlantique | 2         | 3        | 40,0     | Défaite contre les Pistons de Détroit au premier tour |
| Washington | 1988-1989 | 40               | 42               | 48,8             | 4e en division Atlantique | -         | -        | -        | Pas de playoffs                                       |
| Washington | 1989-1990 | 31               | 51               | 37,8             | 4e en division Atlantique | -         | -        | -        | Pas de playoffs                                       |
| Washington | 1990-1991 | 30               | 52               | 36,6             | 4e en division Atlantique | -         | -        | -        | Pas de playoffs                                       |
| Washington | 1991-1992 | 25               | 57               | 30,5             | 6e en division Atlantique | -         | -        | -        | Pas de playoffs                                       |
| Washington | 1992-1993 | 22               | 60               | 26,8             | 7e en division Atlantique | -         | -        | -        | Pas de playoffs                                       |
| Washington | 1993-1994 | 24               | 58               | 29,3             | 7e en division Atlantique | -         | -        | -        | Pas de playoffs                                       |
| Total      | Total     | 202              | 345              | 36,9             |                           | 2         | 3        | 40,0     |                                                       |

## Pour approfondir